# Fatou Bensouda
Fatou B. Bensouda (født 31. januar 1961) er en gambiansk advokat, der i 2012-2021 var chefanklager ved Den Internationale Straffedomstol. 
Fra 2022 har hun været Gambias High Comissioner overfor Storbritaniens regering.